# 龍運巴士E34A線

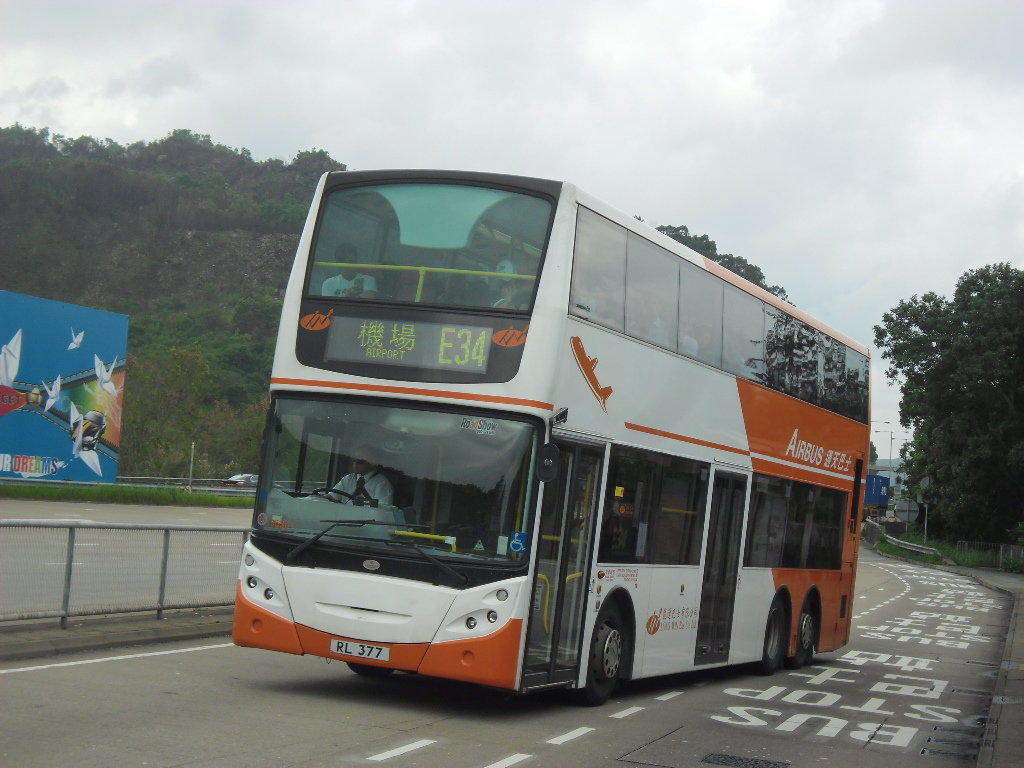
一台龍運巴士E34線（本線前身）亞歷山大丹尼士Enviro 500雙層巴士，駛經大欖隧道。

龍運巴士E34A線是香港一條已取消的的巴士路線，來往天水圍市中心及香港國際機場途經天水圍、大欖隧道、青嶼幹線、東涌及赤臘角，由E34線分拆而成。
與大部分E線不同，本線到達機場客運大樓時，會直上離境大堂落客，不會途經位於一號及四號停車場、客運大樓地面及富豪機場酒店巴士站。

## 歷史
有關此路線前身E34線的發展沿革，詳見條目龍運巴士E34線。
- 2014年4月3日，元朗區議會交通及運輸委員會通過龍運巴士E34線的重組建議，設立E34A和E34B線[3]。
- 2014年7月，運輸署公佈元朗區巴士重組的修訂方案，包括E34線的重組計劃[4]。
- 2014年12月6日：E34線分拆為E34A和E34B；而E34線特別班次則命名為E34P，E34A提供天水圍直接來往大嶼山的巴士服務，覆蓋範圍延伸至天水圍北，並提早由天水圍開出的尾班車時間；而E34線元朗段服務則由E34B（元朗（媽橫路）至機場）提供[5]。至於E34線東涌（逸東邨）特別班次服務改為E34P；E34S線則在同日取消。
- 2015年3月21日：增設到站時間預報。[6]
- 2021年6月20日，改經屯門赤鱲角隧道，進行重組，並改稱E37：[7]
  - 來回程於元朗公路與北大嶼山公路之間改經屯門公路、皇珠路、龍富路及屯門至赤鱲角連接路，不經大欖隧道、汀九橋及青嶼幹線；原有大欖隧道及青馬收費廣場分站將予以取消，並增設屯門赤鱲角隧道轉車站分站；
  - 往機場方向，在離開暢連路（二號閘）後，改為直接駛入機場（地面運輸中心）巴士總站，不再經一號客運大樓（機場離境大堂）一帶。

## 服務時間及班次
E34A常規班次
| 天水圍市中心開   | 天水圍市中心開 | 天水圍市中心開 | 機場（地面運輸中心）開 | 機場（地面運輸中心）開 | 機場（地面運輸中心）開 |
| 日期             | 服務時間       | 班次（分鐘）   | 日期                   | 服務時間               | 班次（分鐘）           |
| ---------------- | -------------- | -------------- | ---------------------- | ---------------------- | ---------------------- |
| 星期一至六       | 05:10-11:30    | 20             | 星期一至六             | 05:30-06:30            | 30                     |
| 星期一至六       | 11:30-12:30    | 15             | 星期一至六             | 06:30-08:30            | 20                     |
| 星期一至六       | 12:30-13:30    | 20             | 星期一至六             | 08:30-15:10            | 25                     |
| 星期一至六       | 13:30-16:50    | 25             | 星期一至六             | 15:30                  | 15:30                  |
| 星期一至六       | 16:50-21:10    | 20             | 星期一至六             | 15:50-17:35            | 15                     |
| 星期一至六       | 21:10-23:40    | 25             | 星期一至六             | 17:35-18:35            | 12                     |
|                  |                |                | 星期一至六             | 18:35-19:20            | 15                     |
| 19:20-22:40      | 20             |                | 星期一至六             |                        |                        |
| 22:40-23:16      | 12             |                | 星期一至六             |                        |                        |
| 23:16-24:00      | 11             |                | 星期一至六             |                        |                        |
| 星期日及公眾假期 | 05:10-05:58    | 12             | 星期日及公眾假期       | 05:30-06:30            | 30                     |
| 星期日及公眾假期 | 05:58-06:58    | 10             | 星期日及公眾假期       | 06:30-08:30            | 20                     |
| 星期日及公眾假期 | 06:58-08:10    | 12             | 星期日及公眾假期       | 08:30-14:20            | 25                     |
| 星期日及公眾假期 | 08:10-11:30    | 20             | 星期日及公眾假期       | 14:20-15:40            | 20                     |
| 星期日及公眾假期 | 11:30-12:30    | 15             | 星期日及公眾假期       | 15:40-17:10            | 15                     |
| 星期日及公眾假期 | 12:30-14:30    | 20             | 星期日及公眾假期       | 17:10-18:20            | 14                     |
| 星期日及公眾假期 | 14:30-17:00    | 25             | 星期日及公眾假期       | 18:20-19:20            | 15                     |
| 星期日及公眾假期 | 17:20          | 17:20          | 星期日及公眾假期       | 19:20-20:20            | 20                     |
| 星期日及公眾假期 | 17:35-18:15    | 20             | 星期日及公眾假期       | 20:35-21:55            | 20                     |
| 星期日及公眾假期 | 18:15-19:30    | 25             | 星期日及公眾假期       | 21:55-22:40            | 15                     |
| 星期日及公眾假期 | 19:30-22:10    | 20             | 星期日及公眾假期       | 22:40-23:16            | 12                     |
| 星期日及公眾假期 | 22:10-23:40    | 30             | 星期日及公眾假期       | 23:16-00:00            | 11                     |

E34A特別班次
- 天水圍市中心 → 機場，不經天水圍北
  - 星期一至六：05:15-08:30（10-20分鐘一班）

星期日及公眾假期不設服務
- 天瑞邨→機場（地面運輸中心）
  - 每日：05:20
- 天頌苑頌棋閣 → 機場
  - 星期一至六：06:25、07:34

星期日及公眾假期不設服務
- 東涌纜車站 → 天水圍市中心
  - 星期一至六：17:55

星期日及公眾假期不設服務

## 收費
全程：$13.9
- 青馬收費廣場往機場（地面運輸中心）：$10.8
- 過北大嶼山公路後往機場（地面運輸中心）：$4.3
- 大欖隧道轉車站往天水圍市中心：$9.1
- 過唐人新村交匯處後往天水圍市中心：$7.5

| - 本線設有12歲以下小童及65歲或以上長者半價優惠。 - 65歲或以上香港居民使用「樂悠咭」，以及12歲以下合資格殘疾兒童使用「殘疾人士身份」個人八達通繳付車資，均可享有每程$2.0或半價（以較低者為準）的票價優惠；12至64歲合資格殘疾人士使用「殘疾人士身份」個人八達通（包括「樂悠咭」），以及60至64歲香港居民使用「樂悠咭」繳付車資，均可享有每程$2.0或全費（以較低者為準）的票價優惠。 - 65歲或以上長者如使用長者或一般個人八達通繳付車資，則只可享有半價優惠；12至64歲合資格殘疾人士如不使用「殘疾人士身份」個人八達通，以及60至64歲人士如不使用「樂悠咭」繳付車資，必須繳付全費。 - 乘客可以現金或八達通於上車時付款，不設找續。 - 每位成人乘客可免費攜帶最多兩名4歲以下而不佔座位的兒童乘客乘車，超額之4歲以下小童必須繳付小童車費乘車。 - 持有「九巴月票」之乘客在車票有效期內，每日可享最多10程任何九龍巴士及龍運巴士路線（包括本路線，以及聯營路線的九龍巴士／龍運巴士提供的班次；惟乘搭機場「A」及「NA」線則可享原價二七折優惠（不會計算每天10次合資格車程））；而B1線則每日可享最多各2程（不會計算每天10次合資格車程）。 - 九龍巴士、城巴、龍運巴士及陽光巴士全職員工及家屬（不包括外判職員）可免費乘搭本路線，惟必須拍職員或職員家屬八達通。 - 乘客亦可透過多元化電子支付系統（e度嘟）繳付車資，包括使用非接觸式VISA卡、JCB卡、萬事達卡、銀聯卡、美國運通、大來國際、Discover Card、Apple Pay、Google Pay、Samsung Pay、AlipayHK「易乘碼」、支付寶、WeChatHK／微信支付「搭車碼」、銀聯雲閃付「乘車碼」及BOC Pay「乘車碼」。乘客使用此付款方式，使用此支付方式的乘客可享有中途下車之分段收費，以及與其他九巴／龍運獨營路線或聯營線九巴／龍運班次之轉乘優惠，惟不適用於與非九巴／龍運路線之轉乘優惠，亦不能享有「公共交通費用補貼計劃」及「長者及合資格殘疾人士公共交通票價優惠計劃」。 |

## 用車
現時，本路線獲派5輛亞歷山大丹尼士Enviro 500 12米 (85XX)及15輛亞歷山大丹尼士Enviro 500 MMC (14輛12米普通版95XX及1輛12.8米普通版25XX) 巴士。
| 車隊編號 | 車牌   |
| -------- | ------ |
| 8501     | PV7003 |
| 8502     | PV7721 |
| 8503     | PX3299 |
| 8504     | PX7571 |
| 8522     | RJ1156 |
| 9518     | SN8669 |
| 9529     | SS7413 |
| 9530     | ST3069 |
| 9533     | SU8195 |
| 9535     | SV2935 |
| 9536     | SV4082 |
| 9538     | SW4184 |
| 9539     | SW8483 |
| 9540     | SW9081 |
| 9541     | SX3291 |
| 9543     | TA1413 |
| 9544     | TA5573 |
| 9545     | TA7971 |
| 2501     | VB4686 |

## 行車路線
E34A
天水圍市中心開經：天恩路、天榮路、天城路、天龍路、天葵路、濕地公園路、天瑞路、天華路（東行）、天富巴士總站、天華路（西行）、天瑞路、天湖路、天耀路、天福路、朗天路、元朗公路、青朗公路、大欖隧道、汀九橋、青衣西北交匯處、青嶼幹線、北大嶼山公路、東涌東交匯處、裕東路、順東路、赤鱲角南路、駿運路、駿運路交匯處、航膳西路、駿運路交匯處、觀景路、東岸路、機場路、暢連路、暢航路、機場路、機場南交匯處及暢連路。
註：不經天水圍北特別班次不經粗體字之路段

機場（地面運輸中心）開經：暢連路、機場南交匯處、機場路、東岸路、觀景路、駿明路、觀景路、駿運路交匯處、航膳西路、駿運路交匯處、駿運路、駿坪路、赤鱲角南路、順東路、達東路、順東路、裕東路、東涌東交匯處、北大嶼山公路、青嶼幹線、青衣西北交匯處、汀九橋、大欖隧道、青朗公路、博愛交匯處、元朗公路、唐人新村交匯處、朗天路、天福路、天耀路、天湖路、天瑞路、天華路（東行）、天富巴士總站、天華路（西行）、天瑞路、濕地公園路、天葵路、天龍路、天城路、天恩路及嘉恩街。
註：東涌纜車站開出特別班次不經斜體字之路段

### 沿線車站

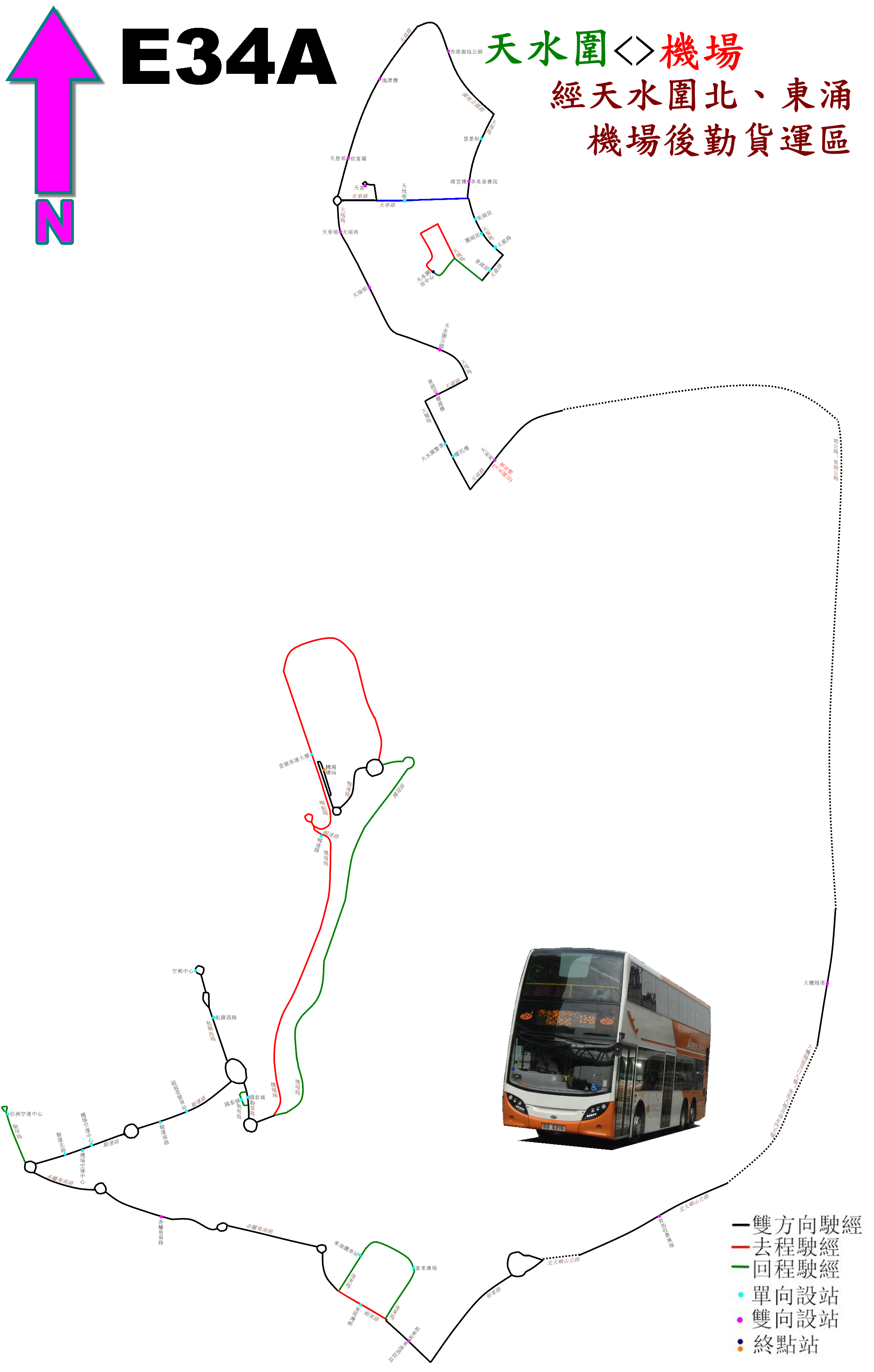
E34A線的走線圖

E34A
| 天水圍市中心開 | 天水圍市中心開               | 天水圍市中心開               | 機場（地面運輸中心）開 | 機場（地面運輸中心）開       | 機場（地面運輸中心）開       |
| 序號           | 車站名稱                     | 位置                         | 序號                   | 車站名稱                     | 位置                         |
| -------------- | ---------------------------- | ---------------------------- | ---------------------- | ---------------------------- | ---------------------------- |
| 1              | 天水圍市中心巴士總站         | 天水圍市中心公共運輸交匯處   | 1#                     | 機場（地面運輸中心）巴士總站 | 機場（地面運輸中心）巴士總站 |
| 2              | 景湖居                       | 天龍路                       | 2#                     | 國泰城                       | 駿明路                       |
| 3              | 麗湖居                       | 天龍路                       | 3#                     | 航膳西路                     | 航膳西路                     |
| 4*             | 天晴邨晴雲樓                 | 天龍路                       | 4#                     | 駿運南路                     | 駿運路                       |
| 5*             | 慧景軒                       | 天龍路                       | 5#                     | 機場空運中心                 | 駿運路                       |
| 6*             | 香港濕地公園                 | 濕地公園路                   | 6#                     | 亞洲空運中心                 | 駿坪路                       |
| 7*             | 天逸邨逸潭樓                 | 天瑞路                       | 7#                     | 赤鱲角南路                   | 赤鱲角南路                   |
| 8*             | 天富苑欣富閣                 | 天瑞路                       | 8                      | 東涌纜車站                   | 達東路                       |
| 9*             | 天富苑                       | 天富巴士總站                 | 9                      | 富東廣場                     | 達東路                       |
| ^              | 天頌苑頌棋閣                 | 天華路                       | 10                     | 裕東苑                       | 順東路                       |
| 10             | 天頌苑                       | 天瑞路                       | 11                     | 青馬收費廣場                 | 北大嶼山公路                 |
| 11             | 天瑞邨                       | 天瑞路                       | 12                     | 大欖隧道                     | 大欖隧道轉車站               |
| 12             | 天水圍公園                   | 天瑞路                       | 13                     | 聚星樓                       | 天福路                       |
| 13             | 天耀邨耀盛樓                 | 天湖路                       | 14                     | 天盛苑                       | 天耀路                       |
| 14             | 天耀邨耀民樓                 | 天耀路                       | 15                     | 賞湖居                       | 天湖路                       |
| 15             | 天祐苑                       | 天福路                       | 16                     | 天水圍公園                   | 天瑞路                       |
| 16             | 大欖隧道                     | 大欖隧道轉車站               | 17                     | 天瑞邨                       | 天瑞路                       |
| 17             | 青馬收費廣場                 | 北大嶼山公路                 | 18                     | 天華邨                       | 天瑞路                       |
| 18             | 東涌消防局                   | 順東路                       | 19                     | 天富苑                       | 天富巴士總站                 |
| 19             | 東堤灣畔                     | 順東路                       | 20                     | 天恩邨                       | 天瑞路                       |
| 20             | 赤鱲角南路                   | 赤鱲角南路                   | 21                     | 天澤邨                       | 天瑞路                       |
| 21             | 駿運北路                     | 駿運路                       | 22                     | 香港濕地公園                 | 濕地公園路                   |
| 22             | 香港空運貨站                 | 駿運路                       | 23                     | 香港青年協會李兆基書院       | 天葵路                       |
| 23             | 空郵中心                     | 航膳西路                     | 24                     | 美湖居                       | 天葵路                       |
| 24             | 國泰城                       | 觀景路                       | 25                     | 天龍路                       | 天葵路                       |
| 25             | 暢連路                       | 暢連路                       | 26                     | 天水圍市中心巴士總站         | 天水圍市中心公共運輸交匯處   |
| 26             | 一號客運大樓                 | 暢航路                       |                        |                              |                              |
| 27             | 機場（地面運輸中心）巴士總站 | 機場（地面運輸中心）巴士總站 |                        |                              |                              |

註：每日不經天水圍北特別班次將改停有 ^ 號之車站，而不停有 * 號之車站
註：東涌纜車站開出特別班次，不停有 # 號之車站

## 客量
此路線開辦初期是天水圍唯一往返北大嶼山的全日路線，無論旅遊還是通勤的需求都很龐大，令此路線由早到晚也客似雲來，前身E34線幾乎全日都時常頂閘的情況延續至此路線。
雖然此路線繞經天水圍北令該區乘客全日皆無需轉車往返北大嶼山，天水圍北龐大客量卻產生天水圍南乘客較難上車的問題，龍運巴士需增設早上繁忙時間不經天水圍北的特別班次應付。
直至龍運巴士A37線投入服務後，因往返天水圍市中心及嘉湖北一帶明顯比此路線快捷，使該帶部份客源流失至該線，令此路線在該帶客量偏低；惟因此路線全程車費廉宜，整體客量仍相當高，甚至招徠沒有北大嶼山對外路線的北區乘客，透過九龍巴士279X線於大欖隧道轉車站轉乘此路線或龍運巴士E34B線往返大嶼山。
2020年6月：最繁忙一小時的載客率為71%。

## 外部連結
- 681巴士總站－龍運E34A線 （页面存档备份，存于）